# Veritat terreny
La veritat terreny és un procés utilitzat pels meteoròlegs, els especialistes en detecció remota i els intèrprets aeris per calibrar l'anàlisi des de la superfície de la imatge a la superfície del terreny. Aquest mètode sorgeix de la necessitat d'establir una correspondència exacta entre les fotografies aèries i la realitat del terreny que capten. Per arribar a la veritat terreny, un intèrpret d'imatges aèries ha de mesurar i comparar els elements del terreny amb els elements que componen la imatge. La fotografia feta amb estels, un mètode que permet enregistrar l'escena mitjançant un estel que vola a una altura determinada, és idònia per obtenir veritat terreny, perquè el reconeixement aeri es du a terme mentre el fotògraf té els peus en terra ferma, cosa que permet establir una escala coneguda.